# Супербоул
Супербоул (англ. Super Bowl — «супер кубок») — фінальна гра сезону в професійному американському футболі (НФЛ).
Супербол є своєрідним феноменом американської культури. День Суперболу (перша неділя лютого) — неофіційне свято в США.
Зазвичай Супербол транслюють спортивні телеканали в усьому світі. Проте загальна кількість телеглядачів ледь перевищує 200 мільйонів.

## Історія
Супербоул з'явився в результаті злиття Національної футбольної ліги з конкуруючою Американською футбольною лігою. Після створення в 1920 НФЛ боролася з декількома конкуруючими лігами, поки в 1960 році не почалися ігри АФЛ. Серйозні війни за гравців та фанатів призвели до серії переговорів між двома лігами про об'єднання у 1966 році. Злиття було оголошено 8 червня 1966 року.
Однією з умов злиття АФЛ та НФЛ була гра між чемпіонами ліг за право іменуватися світовим чемпіоном. За словами Президента «NFL Films» Стива Сабола, спортивний комісар НФЛ Піт Розел хотів назвати гру The Big One (Номер один) ). Під час дискусії засновник АФЛ та власник «Канзас-Сіті Чифс» Ламар Хант жартома запропонував назвати чемпіона двох ліг «Super Bowl». Хант придумав цю назву після того, як побачив, що його дочка грає з іграшкою під назвою Super Ball, яким грають у футбол. Цей м'яч зараз експонується в залі слави професійного американського футболу в Кантоні, штат Огайо. Назва узгоджувалося і з післясезонними іграми в коледжах, які називалися bowl games. Назва походить від Rose Bowl Game, які проводилися на стадіонах у вигляді увігнутої чаші (Bowl). Хант вважав, що це буде тимчасова назва, доки не буде знайдено більш підходящої. Так виникла назва змагання за звання чемпіона АФЛ та НФЛ. 14 травня 1968 року було урочисто та офіційно представлено ім'я для третьої гри АФЛ-НФЛ. Чемпіонат називався Супербоул III, а дві попередні гри названі I та II.
Команда переможців отримує Кубок Вінса Ломбарді, названий на честь тренера команди «Грін-Бей Пекерс», яка перемогла на двох перших іграх Супербоул. Вперше Кубком Вінса Ломбарді була нагороджена команда «Індіанаполіс Колтс Балтімор Колтс» за перемогу в Супербоул V в Маямі.
«Піттсбург Стілерс» та «Нью-Інгленд Петріотс» виграли 6 Супербоулів, що є найбільшою кількістю перемог серед усіх команд; «Даллас Ковбойс» та «Сан-Франциско Фортинайнерс» здобули по 5 перемог; а команди «Грін-Бей Пекерс» та «Нью-Йорк Джаєнтс» виграли по 4 гри. 13 команд НФЛ налічують хоча б по одній перемозі, і ще 10 команд жодного разу не здобули перемоги у Супербоулі. «Баффало Біллс» були першою командою, яка провела 4 гри поспіль без жодного виграшу. Чотири команди ("Клівленд Браунс", "Детройт Лайонс", "Джексонвілл Джагуарс", і "Г'юстон Тексанс)) ще жодного разу не потрапляли в Супербоул.
До 2021 року жодна команда не проводила супербоулу на домашньому стадіоні. У 2021 році Супербоул LV пройшов на стадіоні Реймонд Джеймс Стадіум (Raymond James Stadium), домашньому стадіоні команди Тампа-Бей Бакканірс, яка взяла участь у цій грі як переможець конференції Національна футбольна конференція NFC. Тричі клуби НФЛ грали фінал у межах своєї міської агломерації - двічі вдало ("Сан-Франциско" на "Стенфорд-стадіум" та "Л.А. Рейдерз" на "Роуз Боул") і один раз невдало ("Л.А. Ремз" » на «Роуз Боул»).
Команди з одного міста у Супербоулі жодного разу не зустрічалися. Двічі зустрічалися клуби з одного штату, обидва рази перемогу святкували представники NFC: Джайнтс – Баффало та Сан-Франциско – Сан-Дієго.

## Місце проведення

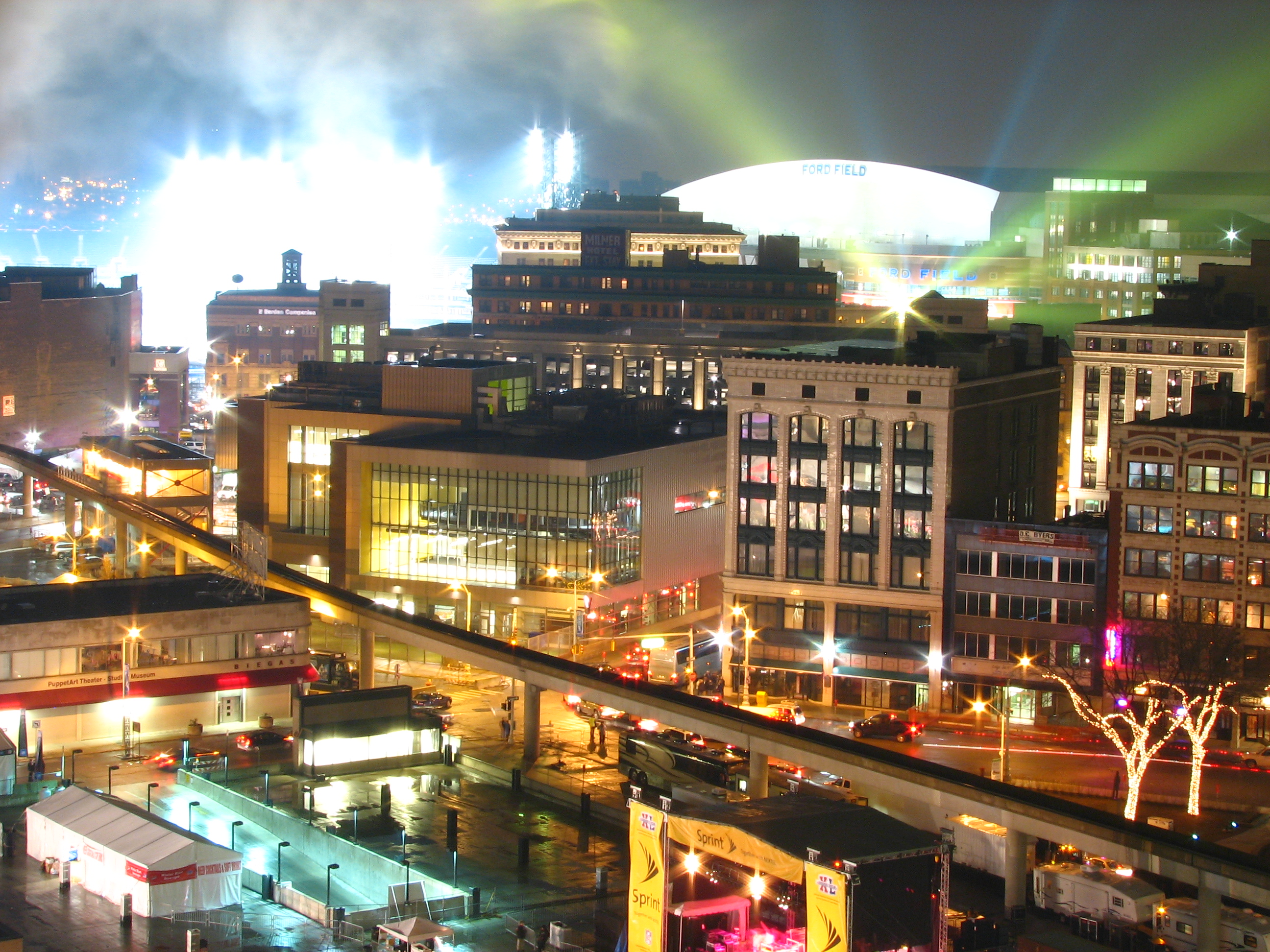
Поле Форда (Ford Field) у ніч XL Суперболу.

Двадцять п'ять зі сорока двох Суперболів зіграно в трьох місцях: Новий Орлеан (дев'ять разів), Великий Маямі (дев'ять разів) та Великий Лос-Анджелес (сім разів).

## Тренди та статистика
Наступні тренди помічено відповідно до ігор Суперболу: New York Jets, Baltimore Ravens і Tampa Bay Buccaneers — єдині непереможні команди в Суперболі.